# Un samedi sur la Terre
Pour plus de détails, voir Fiche technique et Distribution.
Un samedi sur la Terre est un film français réalisé par Diane Bertrand et sorti en 1996.

## Synopsis
Des gens ordinaires à qui il arrive des choses extraordinaires; le film est un puzzle où le spectateur est amené à reconstituer l'histoire d'un meurtre.

## Fiche technique
- Réalisation : Diane Bertrand
- Scénario : Diane Bertrand, Guillaume Laurant
- Producteur : Georges Benayoun, Michel Propper
- Musique : Pascal Comelade
- Image : Michel Amathieu
- Montage : Maryline Monthieux
- Durée : 95 minutes
- Date de sortie : 28 août 1996

## Distribution
- Elsa Zylberstein : Claire
- Éric Caravaca : Martin
- Johan Leysen : Franck
- Kent : Arnaud

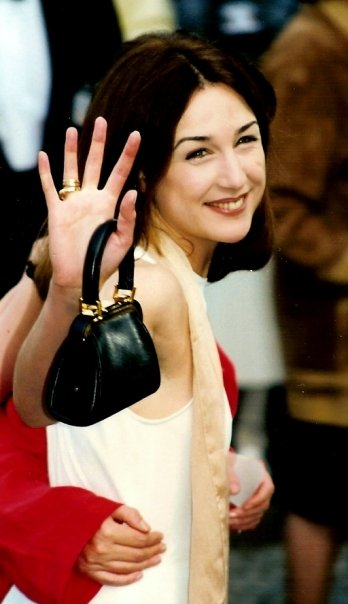
L'actrice Elsa Zylberstein au Festival de Cannes 1996.

- Dominique Pinon : Le brigadier Morel
- Sylvie Laguna : Agathe Morel
- Agathe Dronne : Cathy
- Sandrine Cukierman : Chanteuse
- Julian Paget : L'enfant au vélo
- Victor Garrivier : Marcellin
- Louise Vincent : Yvonne
- César Chiffre : Mathieu
- Christine Letailleur : Marylène
- Dominique Bettenfeld : Bobby
- Hadrien Bertrand : Le garçon au chien sur la plage
- Anne Fassio : Corinne Chardonnet
- Serpentine Teyssier : L'amie de Corinne
- Marine Malbranche : Inès
- Olivier Claverie : Jean Chardonnet
- Guillaume Laurant : Photographe
- Mathilde Yvain : La secrétaire de Franck
- Catherine Mongodin : La collègue de Claire
- Thierry Gibault : Michel
- Lionel Abelanski : Collègue Michel
- Jacques Mathou : Garagiste
- Madame Leconte : Femme luzerne
- Pierre Le Paih : Enfant luzerne
- Thierry Teboul : Orchestre
- Cécile Gewel : Orchestre
- Christophe Minck : Orchestre
- Cécile Cewel : Une musicienne de l'orchestre
- Francis Coffinet : Huissier 1
- Luc Desportes : Huissier 2
- Mathieu Petit : Un musicien de l'orchestre
- Consuelo de Haviland : Marie-Thérèse
- Etienne Tassel : Pierre Grandjean
- Pierre Aussedat : Technicien stand de tir
- Laurent Brouazin : Photographe Pont Neuf
- Sofia Dourbecker : Henriette jeune
- Aurélie Frémaux : Petite fille Chacha
- Maaike Jansen : Henriette Brejoux
- Alexis Pivot : Kevin
- Jean-Yves Chatelais : Homme 305
- Sylvie Herbert : Religieuse
- Liliane Rovère : Mère Cliare
- Estelle Larrivaz : Mimi
- Guillaume Gallienne : Apprenti bijoutier
- Françoise Michaud : Journaliste Télé
- Arnaud Churin : Grassouillet
- Jean-Pierre Becker : Employé fabrique

## Réception critique
Diane Bertrand, l'épouse de Jean-Pierre Jeunet, emprunte pour le film quelques-uns de ses acteurs fétiches (Dominique Pinon par exemple). Le film est considéré comme à moitié réussi, mais cependant assez prometteur.

## Distinctions
- Le film a été nommé Mention Spéciale pour le Prix du Jury Œcuménique au festival de Cannes 1996[2]